# Campeonato Europeu de Halterofilismo de 2010
O Campeonato Europeu de Halterofilismo de 2010 foi a 89ª edição do campeonato, sendo organizado pela Federação Europeia de Halterofilismo, na Arena de Minsk, em Minsk, na Bielorrússia, entre 2 a 11 de abril de 2010. Foram disputadas 15 categorias (8 masculino e 7 feminino).

## Medalhistas

### Masculino
| Evento     | Ouro                              | Ouro       | Prata                        | Prata     | Bronze                             | Bronze    |
| até 56 kg  | até 56 kg                         | até 56 kg  | até 56 kg                    | até 56 kg | até 56 kg                          | até 56 kg |
| ---------- | --------------------------------- | ---------- | ---------------------------- | --------- | ---------------------------------- | --------- |
| Arranque   | Vitali Dzerbianiou · Bielorrússia | 118 kg     | Tom Goegebuer · Bélgica      | 116 kg    | Iuri Dudoglo · Moldávia            | 115 kg    |
| Arremesso  | Smbat Margaryan · Armênia         | 146 kg EJR | Sedat Artuç · Turquia        | 139 kg    | Tom Goegebuer · Bélgica            | 138 kg    |
| Total      | Vitali Dzerbianiou · Bielorrússia | 256 kg     | Smbat Margaryan · Armênia    | 255 kg    | Tom Goegebuer · Bélgica            | 254 kg    |
| até 62 kg  |                                   |            |                              |           |                                    |           |
| Arranque   | Erol Bilgin · Turquia             | 139 kg     | Bünyamin Sezer · Turquia     | 136 kg    | Henadzi Makhveyenia · Bielorrússia | 136 kg    |
| Arremesso  | Antoniu Buci · Roménia            | 165 kg     | Erol Bilgin · Turquia        | 165 kg    | Oleg Sirghi · Moldávia             | 160 kg    |
| Total      | Erol Bilgin · Turquia             | 304 kg     | Antoniu Buci · Roménia       | 300 kg    | Henadzi Makhveyenia · Bielorrússia | 291 kg    |
| até 69 kg  |                                   |            |                              |           |                                    |           |
| Arranque   | Ninel Miculescu · Roménia         | 153 kg     | Mete Binay · Turquia         | 149 kg    | Mikhail Gobeev · Rússia            | 148 kg    |
| Arremesso  | Ninel Miculescu · Roménia         | 180 kg     | Mikhail Gobeev · Rússia      | 171 kg    | Alexandru Spac · Moldávia          | 168 kg    |
| Total      | Ninel Miculescu · Roménia         | 333 kg     | Mikhail Gobeev · Rússia      | 319 kg    | Mete Binay · Turquia               | 314 kg    |
| até 77 kg  |                                   |            |                              |           |                                    |           |
| Arranque   | Tigran Martirosyan · Armênia      | 165 kg     | Krzysztof Szramiak · Polónia | 160 kg    | Samet Keles · Turquia              | 158 kg    |
| Arremesso  | Tigran Martirosyan · Armênia      | 195 kg     | Krzysztof Szramiak · Polónia | 191 kg    | Erkand Qerimaj · Albânia           | 190 kg    |
| Total      | Tigran Martirosyan · Armênia      | 360 kg     | Krzysztof Szramiak · Polónia | 351 kg    | Erkand Qerimaj · Albânia           | 344 kg    |
| até 85 kg  |                                   |            |                              |           |                                    |           |
| Arranque   | Mikalai Novikau · Bielorrússia    | 171 kg     | İzzet İnce · Turquia         | 170 kg    | Ara Khachatryan · Armênia          | 165 kg    |
| Arremesso  | Gevorik Poghosyan · Armênia       | 204 kg     | Ara Khachatryan · Armênia    | 203 kg    | Yuriy Chykyda · Ucrânia            | 197 kg    |
| Total      | Gevorik Poghosyan · Armênia       | 369 kg     | Ara Khachatryan · Armênia    | 368 kg    | Mikalai Novikau · Bielorrússia     | 367 kg    |
| até 94 kg  |                                   |            |                              |           |                                    |           |
| Arranque   | Artem Ivanov · Ucrânia            | 180 kg     | Arsen Kasabiev · Polónia     | 176 kg    | Evgheni Bratan · Moldávia          | 170 kg    |
| Arremesso  | Arsen Kasabiev · Polónia          | 216 kg     | Antolii Ciricu · Moldávia    | 208 kg    | Arkadiusz Michalski · Polónia      | 205 kg    |
| Total      | Arsen Kasabiev · Polónia          | 392 kg     | Artem Ivanov · Ucrânia       | 383 kg    | Antolii Ciricu · Moldávia          | 376 kg    |
| até 105 kg |                                   |            |                              |           |                                    |           |
| Arranque   | Vladimir Smorchkov · Rússia       | 193 kg     | Dmitry Klokov · Rússia       | 185 kg    | Mykola Hordiychuk · Ucrânia        | 180 kg    |
| Arremesso  | Dmitry Klokov · Rússia            | 224 kg     | Oleksiy Torokhtiy · Ucrânia  | 221 kg    | Artur Babayan · Armênia            | 216 kg    |
| Total      | Dmitry Klokov · Rússia            | 409 kg     | Vladimir Smorchkov · Rússia  | 408 kg    | Oleksiy Torokhtiy · Ucrânia        | 396 kg    |
| + 105 kg   |                                   |            |                              |           |                                    |           |
| Arranque   | Evgeny Chigishev · Rússia         | 205 kg     | Ruben Aleksanyan · Armênia   | 195 kg    | Almir Velagic · Alemanha           | 190 kg    |
| Arremesso  | Ruben Aleksanyan · Armênia        | 237 kg     | Matthias Steiner · Alemanha  | 236 kg    | Evgeny Chigishev · Rússia          | 235 kg    |
| Total      | Evgeny Chigishev · Rússia         | 440 kg     | Ruben Aleksanyan · Armênia   | 432 kg    | Matthias Steiner · Alemanha        | 426 kg    |

- EJR   — Recorde europeu júnior

### Feminino
| Evento    | Ouro                              | Ouro      | Prata                               | Prata     | Bronze                              | Bronze    |
| até 48 kg | até 48 kg                         | até 48 kg | até 48 kg                           | até 48 kg | até 48 kg                           | até 48 kg |
| --------- | --------------------------------- | --------- | ----------------------------------- | --------- | ----------------------------------- | --------- |
| Arranque  | Marzena Karpińska · Polónia       | 83 kg     | Genny Pagliaro · Itália             | 79 kg     | Şaziye Okur · Turquia               | 78 kg     |
| Arremesso | Marzena Karpińska · Polónia       | 96 kg     | Şaziye Okur · Turquia               | 95 kg     | Genny Pagliaro · Itália             | 94 kg     |
| Total     | Marzena Karpińska · Polónia       | 179 kg    | Şaziye Okur · Turquia               | 173 kg    | Genny Pagliaro · Itália             | 173 kg    |
| até 53 kg |                                   |           |                                     |           |                                     |           |
| Arranque  | Aylin Daşdelen · Turquia          | 88 kg     | Valiantsi Liakhavets · Bielorrússia | 87 kg     | Boyanka Kostova · Bulgária          | 87 kg     |
| Arremesso | Aylin Daşdelen · Turquia          | 120 kg    | Boyanka Kostova · Bulgária          | 112 kg    | Valiantsi Liakhavets · Bielorrússia | 111 kg    |
| Total     | Aylin Daşdelen · Turquia          | 208 kg    | Boyanka Kostova · Bulgária          | 199 kg    | Valiantsi Liakhavets · Bielorrússia | 198 kg    |
| até 58 kg |                                   |           |                                     |           |                                     |           |
| Arranque  | Nastassia Novikava · Bielorrússia | 105 kg    | Romela Begaj · Albânia              | 96 kg     | Marieta Gotfryd · Polónia           | 96 kg     |
| Arremesso | Nastassia Novikava · Bielorrússia | 133 kg    | Romela Begaj · Albânia              | 111 kg    | Marieta Gotfryd · Polónia           | 110 kg    |
| Total     | Nastassia Novikava · Bielorrússia | 238 kg    | Romela Begaj · Albânia              | 207 kg    | Marieta Gotfryd · Polónia           | 206 kg    |
| até 63 kg |                                   |           |                                     |           |                                     |           |
| Arranque  | Svetlana Tsarukaeva · Rússia      | 114 kg    | Sibel Şimşek · Turquia              | 110 kg    | Marina Shainova · Rússia            | 100 kg    |
| Arremesso | Sibel Şimşek · Turquia            | 134 kg    | Svetlana Tsarukaeva · Rússia        | 130 kg    | Roxana Cocoș · Roménia              | 130 kg    |
| Total     | Sibel Şimşek · Turquia            | 244 kg    | Svetlana Tsarukaeva · Rússia        | 244 kg    | Roxana Cocoș · Roménia              | 229 kg    |
| até 69 kg |                                   |           |                                     |           |                                     |           |
| Arranque  | Oxana Slivenko · Rússia           | 117 kg    | Meline Daluzyan · Armênia           | 115 kg    | Yuliya Artemova · Ucrânia           | 111 kg    |
| Arremesso | Oxana Slivenko · Rússia           | 145 kg    | Meline Daluzyan · Armênia           | 145 kg    | Yuliya Artemova · Ucrânia           | 131 kg    |
| Total     | Oxana Slivenko · Rússia           | 262 kg    | Meline Daluzyan · Armênia           | 260 kg    | Yuliya Artemova · Ucrânia           | 242 kg    |
| até 75 kg |                                   |           |                                     |           |                                     |           |
| Arranque  | Natalya Zabolotnaya · Rússia      | 129 kg    | Nadezhda Evstyukhina · Rússia       | 127 kg    | Lydia Valentín · Espanha            | 115 kg    |
| Arremesso | Natalya Zabolotnaya · Rússia      | 156 kg    | Nadezhda Evstyukhina · Rússia       | 155 kg    | Lydia Valentín · Espanha            | 140 kg    |
| Total     | Natalya Zabolotnaya · Rússia      | 285 kg    | Nadezhda Evstyukhina · Rússia       | 282 kg    | Lydia Valentín · Espanha            | 255 kg    |
| + 75 kg   |                                   |           |                                     |           |                                     |           |
| Arranque  | Tatiana Kashirina · Rússia        | 135 kg    | Ümmühan Uçar · Turquia              | 117 kg    | Volha Kniazhyshcha · Bielorrússia   | 116 kg    |
| Arremesso | Tatiana Kashirina · Rússia        | 162 kg    | Volha Kniazhyshcha · Bielorrússia   | 141 kg    | Ümmühan Uçar · Turquia              | 140 kg    |
| Total     | Tatiana Kashirina · Rússia        | 297 kg    | Volha Kniazhyshcha · Bielorrússia   | 257 kg    | Ümmühan Uçar · Turquia              | 257 kg    |

- — Recorde europeu
- DSQ —  Desclassificado

## Casos de doping

### Masculino
Os seguintes casos foram registrados.
- Mikalai Cherniak, da Bielorrússia, que conquistou medalha de prata no arremesso e medalha de bronze no total na categoria até 77 kg masculino, testou positivo após a competição.[6]
- Rovshan Fatullayev, do Azerbaijão, que conquistou 2 medalhas de prata nos 94 kg masculino (arremesso e total) e uma medalha de bronze no arranque, testou positivo após a competição.[5]
- Andrei Aramnau, da Bielorrússia, que conquistou 3 medalhas de ouro em todas as disciplinas na categoria 105 kg masculino, testou positivo após a competição.[6]
- Boyan Poleyanov da Bulgária, que originalmente terminou em 8º no arranque, 7º em arremesso e 7º no total na categoria masculina de +105 kg, testou positivo após a competição.[6]

### Feminino
Os seguintes casos foram registrados.
- Nurcan Taylan, da Turquia, conquistou 3 medalhas de ouro em todas as disciplinas na categoria até 48 kg, posteriormente foi desclassificada por violação antidoping[7]
- Marina Ohman, de Israel, que originalmente terminou em 7º no arranque, 10º em arremesso e 10º no total na categoria feminina de 63 kg, testou positivo após a competição.[6]
- Shemshat Tuliayeva, da Bielorrússia, que conquistou 2 medalhas de bronze nos 69 kg feminino (arranque e total), testou positivo após a competição.[6]
- Hripsime Khurshudyan, da Armênia, que conquistou 3 medalhas de bronze em todas as disciplinas na categoria feminina de 75 kg, testou positivo após a competição.
- Olha Korobka, da Ucrânia, que conquistou 3 medalhas de prata em todas as disciplinas na categoria feminina de +75 kg, testou positivo após a competição.

## Quadro de medalhas
Quadro de medalhas no total combinado
| Ordem | País         | Medalha de ouro | Medalha de prata | Medalha de bronze | Total |
| ----- | ------------ | --------------- | ---------------- | ----------------- | ----- |
| 1     | Rússia       | 5               | 4                | 0                 | 9     |
| 2     | Turquia      | 3               | 0                | 3                 | 6     |
| 3     | Armênia      | 2               | 4                | 0                 | 6     |
| 4     | Bielorrússia | 2               | 1                | 3                 | 6     |
| 5     | Polónia      | 1               | 2                | 1                 | 4     |
| 6     | Roménia      | 1               | 1                | 1                 | 3     |
| 7     | Ucrânia      | 0               | 1                | 2                 | 3     |
| 8     | Albânia      | 0               | 1                | 1                 | 2     |
| 9     | Bulgária     | 0               | 1                | 0                 | 1     |
| 10    | Bélgica      | 0               | 0                | 1                 | 1     |
| 10    | Alemanha     | 0               | 0                | 1                 | 1     |
| 10    | Moldávia     | 0               | 0                | 1                 | 1     |
| 10    | Espanha      | 0               | 0                | 1                 | 1     |
| Total | Total        | 15              | 15               | 15                | 45    |